# Tojar
Tojar, pleme američkih Indijanaca koje je nekada živjelo na istoimenom otoku (Isla de Tójar ili isla de Colón) pred sjevernom obalom Paname. Jezično su pripadali porodici Talamancan a bili su srodni Térrabama.